# 全日本学生法学連盟
全日本学生法学連盟（ぜんにほんがくせいほうがくれんめい）とは、法学の共同研究発表並びに各大学学生法学団体相互の親睦を図ることを目的として設立された団体であり、全日本学生法律討論会を主催している。略称は、全法連（ぜんぽうれん）。

## 歴史
- 1951年春、菱木昭八朗（専修大学名誉教授）・京都大学の澤田嘉貞（現関西大学名誉教授）らの尽力により、大阪中之島公会堂において、関東学生法学連盟、関西学生法学連盟、を基礎とする、全日本学生法学連盟が結成される。
- 1951年12月8日、日本大学大講堂において結成式の後、第1回全日本学生法律討論会を開催。
- 1952年12月2日、第2回討論会を同志社大学明徳館で開催（刑法・瀧川幸辰京都大学教授出題）。以後、第10回討論会まで、関東・関西で交互に開催される。
- 1956年12月3日、第6回討論会を京都市岡崎公会堂で開催（刑法・瀧川幸辰京都大学総長出題）。東北大学、名古屋大学、九州大学がオブザーバーとして参加する。
- 1957年12月7日、第7回討論会を慶應義塾大学三田校舎で開催（商法・津田利治教授出題）。九州大学を中心として結成された九州学生法学連盟が連盟として初参加し、現三地方連盟の母体ができる。
- 1961年12月17日、第11回討論会を福岡大学で開催（刑法・田村豊教授出題）。九州地区で初の開催となる。
- 1971年12月3日、早稲田大学で開催予定だった第21回討論会（刑法・西原春夫教授出題）は、学内紛争のため、慶應義塾大学に会場を変更して開催される。
- 1984年12月1日、第34回討論会を立命館大学衣笠学舎で開催（憲法・山下健次教授出題）。九州学生法学連盟が九州・四国学生法学連盟と改称する。
- 1986年12月6日、第36回討論会を愛媛大学城北校舎で開催（民法・高松靖教授出題）。四国地区で初の開催となる。
- 2000年12月2日、第50回討論会を早稲田大学で開催（商法・大塚英明教授出題）。第50回大会を記念して、優勝カップ（最高裁判所長官杯）が新調される。
- 2005年12月3日、第55回討論会を立命館大学衣笠学舎で開催（刑法・松宮孝明教授出題）。九州・四国学生法学連盟が、九州・瀬戸内学生法学連盟と改称する。

## 加盟団体
関東学生法学連盟、関西学生法学連盟、九州・瀬戸内学生法学連盟が加盟している。

## 全日本学生法律討論会
毎年12月に各連盟に参加する20大学が集まり開催される、法律問題に関する討論会である。略称は、全討（ぜんとう）。
現在の参加校は関東から慶應義塾大学、駒澤大学、専修大学、中央大学、日本大学、明治大学、立教大学、早稲田大学の計8校、関西から関西大学、関西学院大学、神戸学院大学、同志社大学、立命館大学、近畿大学の計6校、九州・瀬戸内から愛媛大学、香川大学、九州大学、鹿児島大学、広島大学、福岡大学、広島修道大学、志學館大学の計8校が参加している。
出題は、憲法、民法、刑法の分野から順次、開催校が依頼した出題者（主に開催校の教授）がこれを行う。
（※過去、商法が出題された例がある。）
討論形式は、立論10分質疑応答10分で、各校の代表者である立論者が一人ずつ論壇に立ち、立論を行った後、各校の質問者からの論旨に対する質疑に答えるスタイルである。
優勝校には最高裁判所長官杯が贈られる。また大会の結果は、朝日新聞に掲載される。
ちなみに石破茂は、1976年度（昭和51年度）の第26回討論会（刑法・平出禾専修大学教授出題）で優勝している。

## 成績
| 開催回数                                                          | 立論の部（順位：所属大学）                      | 質問の部（順位：所属大学）                        |
| ----------------------------------------------------------------- | ----------------------------------------------- | ------------------------------------------------- |
| 第74回全日本学生法律討論会（2024年12月7日（土）、場所：関西大学） | 第1位中央大学、第2位関西大学、第3位慶應義塾大学 | 第1位慶應義塾大学、第2位日本大学、第3位早稲田大学 |

## 後援団体
2007年現在、最高裁判所、最高検察庁、日本弁護士連合会、朝日新聞社、日本評論社、有斐閣の後援を受けている。
第54回討論会（2004年）では、法務省の後援を受けた。